# Паламарчук Дмитро Хомич
Дмитро́ Хоми́ч Паламарчу́к (21 серпня 1914, Івангород, нині Христинівського району Черкаської області — 15 листопада 1998) — український перекладач, поет. Член Національної спілки письменників України (від 1966). Воїн УПА.

## Біографія
Народився в селянській сім'ї. Батько Хома Паламарчук самотужки вивчився на агронома, зібрав хорошу бібліотеку. Але 1937 батька розстріляли в Уманській тюрмі як «ворога народу».
1931 закінчив Краснопільську семирічку, після чого рік працював у колгоспі. Далі навчався в Одесі в художньому технікумі. 1939 закінчив літературний факультет Одеського педагогічного інституту.
Коли розпочалася німецько-радянська війна, Паламарчук служив у танковій частині. Незабаром потрапив в оточення і полон, але йому вдалося втекти. Далі боровся за незалежну Україну в лавах ОУН — УПА. Довелося посидіти і в румунській, і в німецькій тюрмах. З першої його викупили оунівці, а з другої допоміг вирватися німець Еммануїл Гельфріх, з яким Дмитро навчався в Одесі перед війною.
З листопада 1943 по липень 1944 року перебував у лавах УПА на південній Волині. Псевдоніми «Андрійчук», «Лиман». Працював коректором у окружній референтурі пропаганди військової округи «Богун».
Потрапив у радянський полон, отримав вирок — 10 років. 1948 його привезли в концтабір в Інту. В таборі перебував до 1954. Працював на шахті. Спочатку у вибої, а потім колектором: досліджував якість вугілля, брав проби, засікав пласти. У таборі Паламарчук познайомився з Григорієм Кочуром, поетом і перекладачем, людиною енциклопедичних знань, а також з багатьма високоосвіченими людьми. У таборі Паламарчук взявся за переклади. Французької мови він вчився в колишнього німецького посла в Італії, англійської — в онука Миколи Терещенка, цукрозаводчика і мецената. Уночі в бараці в'язні, заморені тяжкою роботою, спали, а Паламарчук перекладав сонети Шекспіра.
Повернувшись в Україну, Паламарчук спочатку жив у Богуславі, в батьків дружини, а потім, завдяки допомозі Максима Рильського, оселився в Ірпені, неподалік від свого табірного побратима Григорія Кочура, і продовжував перекладацьку справу.
Паламарчук також захоплювався живописом, був непоганим художником.

## Поезія
Напружено працюючи над перекладами, Паламарчук власних віршів майже не писав. Лише, коли Україна проголосила незалежність, знову звернувся до поезії. В його віршах і біль за Україну, за рідний народ, і викриття шовіністів, які зазіхають на Україну, і тих земляків, які хочуть затягти нас в імперське ярмо, і спогади дитинства.

## Переклади
Від 1958 виступає в царині поетичного й прозового перекладу.
Переклав українською мовою:
- усі сонети Вільяма Шекспіра (видано 1966);
- поезії Валерія Брюсова, Максима Танка, Глєбки, Адама Міцкевича, Тувіма, Франце Прешерна, Гейне, Ередіа, Петрарки, Байрона;
- романи Герберта Джорджа Уеллса («Війна світів», «Острів доктора Моро»), Гюстава Флобера («Саламбо», «Виховання почуттів»), Анатоля Франса, Франсуа Моріака, Стендаля («Пармський монастир»), Оноре де Бальзака («Втрачені ілюзії»), Жуля Верна («Двадцять тисяч льє під водою»

Брав участь у роботі над виданнями:
- «Антологія чеської і словацької поезії» (1964),
- «Антологія білоруської поезії» (1971).

## Премії
- 1990 — премія імені Максима Рильського (за найкращий художній переклад творів світової літератури).

## Увічнення пам'яті
Вулицю в Ірпені, на якій жив перекладач і поет Дмитро Паламарчук, названо його іменем.